# USS William M. Wood (DD-715)
USS William M. Wood (DD-715/DDR-715) là một tàu khu trục lớp Gearing được Hải quân Hoa Kỳ chế tạo vào giai đoạn cuối Chiến tranh Thế giới thứ hai. Nó là chiếc tàu chiến thứ ba của Hải quân Mỹ được đặt cái tên này, nhưng là chiếc duy nhất được đóng, vốn được đặt theo tên Bác sĩ, Thiếu tướng Hải quân William M. Wood (1809–1880), người đứng đầu ngành Quân y của Hải quân Hoa Kỳ. Hoàn tất khi chiến tranh đã kết thúc, con tàu tiếp tục phục vụ trong giai đoạn Chiến tranh Lạnh, được cải biến thành một tàu khu trục cột mốc radar DDR-715 năm 1953, rồi quay trở lại DD-715 năm 1964. Nó ngừng hoạt động năm 1976 và bị đánh chìm như một mục tiêu ngoài khơi Puerto Rico năm 1983.

## Thiết kế và chế tạo
Cái tên William M. Wood nguyên được dự định đặt cho chiếc DE-287, một tàu khu trục hộ tống lớp Rudderow, nhưng kế hoạch chế tạo bị hủy bỏ vào tháng 3 năm 1944; và cái tên được chuyển cho chiếc DE-557, một tàu khu trục hộ tống khác thuộc lớp John C. Butler, nhưng tiếp tục bị bị hủy bỏ vào tháng 6 năm 1944. Cuối cùng USS William M. Wood được đặt cho chiếc DD-715.
Con tàu được đặt lườn tại xưởng tàu của hãng Federal Shipbuilding ở Newark, N.J. vào ngày 2 tháng 11 năm 1944. Nó được hạ thủy vào ngày 29 tháng 7 năm 1945; được đỡ đầu bởi bà Joseph P. Tracy, và nhập biên chế tại Xưởng hải quân New York vào ngày 24 tháng 11 năm 1945 dưới quyền chỉ huy của Hạm trưởng, Trung tá Hải quân George R. Wilson.

## Lịch sử hoạt động

### 1946 - 1949
Sau khi hoàn tất chạy thử máy tại vùng biển vịnh Guantánamo, Cuba và huấn luyện tại khu vực Norfolk, Virginia, William M. Wood hoạt động tại vùng biển Caribe từ tháng 4 đến tháng 6 năm 1946 trước khi được điều động sang Hạm đội Thái Bình Dương. Con tàu đi đến San Diego, California vào đầu tháng 7, rồi lại lên đường ba tuần sau đó hướng sang khu vực quần đảo Hawaii. Nó hoạt động từ Trân Châu Cảng từ giữa tháng 7 đến cuối tháng 9, rồi được phái sang hoạt động tại khu vực bờ biển Trung Quốc. Nó đi đến Thanh Đảo vào giữa tháng 10, nơi nó bắt đầu tuần tra trong biển Hoàng Hải giữa Trung Quốc và Triều Tiên nhằm ngăn chặn việc di cư và buôn lậu. Nhiệm vụ này kéo dài cho đến tháng 2 năm 1947, khi nó lên đường quay trở về Hoa Kỳ, về đến San Diego vào đầu tháng 3.
Trong sáu tháng tiếp theo sau, William M. Wood tiến hành huấn luyện dọc theo bờ biển Thái Bình Dương đồng thời trải qua đợt đại tu kéo dài ba tháng. Đến tháng 10, 1947, nó gia nhập Đội khu trục 131 và làm nhiệm vụ hộ tống cho tàu sân bay Valley Forge (CV-45) trong một chuyến đi kéo dài tại khu vực Tây Thái Bình Dương. Trong bảy tháng tiếp theo, hải đội đã viếng thăm Sydney, Australia; Hong Kong; Thượng Hải và Thanh Đảo, Trung Quốc cũng như Yokosuka, Nhật Bản. Nó cùng đơn vị quay trở về San Diego vào tháng 5, 1948, tiếp nối những hoạt động huấn luyện và bảo trì thường lệ dọc theo vùng bờ Tây, xen kẻ bởi một đợt đại tu tại Xưởng hải quân Mare Island kéo dài hai tháng.
William M. Wood được điều động sang Hạm đội Đại Tây Dương vào ngày 1 tháng 4, 1949, tuy nhiên chiếc tàu khu trục tiếp tục ở lại vùng bờ Tây cho đến ngày 5 tháng 10, khi nó lên đường đi sang cảng nhà mới tại Newport, Rhode Island. Nó trình diện để phục vụ cùng Tư lệnh Lực lượng Khu trục, Hạm đội Đại Tây Dương vào ngày 21 tháng 10, và đảm nhiệm vai trò tàu huấn luyện tác xạ và kỹ thuật cho sĩ quan cấp thấp.

### 1950 - 1959
Vào tháng 5, 1950, William M. Wood tham gia một cuộc tập trận đổ bộ phối hợp giữa Hải quân và Thủy quân Lục chiến tại vùng bờ biển North Carolina. Trong tháng tiếp theo, nó hoạt động huấn luyện từ căn cứ Newport, và sang tháng 7 đã thực hiện một đợt thực hành tìm-diệt tàu ngầm tại vùng biển Caribe và một chuyến viếng thăm ngắn đến Iceland.
William M. Wood quay trở về Newport vào tháng 8, rồi lại lên đường một tháng sau đó cho lượt phục vụ đầu tiên cùng Đệ lục Hạm đội tại Địa Trung Hải. Nó quay trở về Hoa Kỳ hai tháng sau đó và hoạt động từ các cảng tại vùng bờ Đông. Sau khi được bảo trì và nghỉ ngơi tại Newport, chiếc tàu khu trục đi xuống phía Nam đến Pensacola, Florida, nơi nó phục vụ canh phòng máy bay cho Monterey (CVL-26) khi chiếc tàu sân bay hoạt động huấn luyện chuẩn nhận phi công hải quân. Sau khi hoàn tất nhiệm vụ, nó quay trở lại hoạt động thường lệ từ Newport.
Vào tháng 1, 1952, William M. Wood lên đường cho lượt phục vụ thứ hai cùng Đệ lục Hạm đội tại Địa Trung Hải. Trong chuyến đi kéo dài bảy tháng này, nó tham gia nhiều cuộc tập trận đa quốc gia của các nước thành viên Khối NATO, và bao gồm những lượt viếng thăm các cảng Anh, Bỉ và Tây Đức. Nó quay trở về Newport vào tháng 7, rồi tháp tùng tàu sân bay Midway (CVB-41) cho một chuyến đi đến Halifax, Nova Scotia vào cuối tháng 9. Nó đi vào Xưởng hải quân Boston, nơi nó được cho xuất biên chế vào ngày 2 tháng 10 và được cải biến thành một tàu khu trục cột mốc radar. Con tàu được xếp lại lớp với ký hiệu lườn mới DDR-715.
Hoàn tất việc cải biến vào mùa Hè năm 1953, William M. Wood tái biên chế trở lại vào ngày 6 tháng 6, 1953 dưới quyền chỉ huy của Hạm trưởng, Trung tá Hải quân J. S. Slaughter. Sau một chuyến đi chạy thử máy tại khu vực vịnh Guantánamo, Cuba, nó lên đường vào tháng 11 cho lượt phục vụ thứ ba cùng Đệ lục Hạm đội, và quay trở về vào tháng 2, 1954. Con tàu đi xuống phía Nam đến Pensacola, nơi nó tiếp tục phục vụ canh phòng máy bay cho tàu sân bay Monterey trong hoạt động chuẩn nhận phi công hải quân. Sang mùa Hè năm đó, nó thực hiện chuyến đi thực tập cho học viên sĩ quan kéo dài hai tháng sang vùng biển Châu Âu, ghé thăm các cảng Cadiz, Tây Ban Nha và Rotterdam, Hà Lan, quay trở về Norfolk vào tháng 8 và dành thời gian còn lại của năm trong hoạt động huấn luyện.
Vào tháng 1, 1955, William M. Wood lên đường cho lượt hoạt động thứ tư tại Địa Trung Hài, nơi nó tiếp tục thăm gia các cuộc tập trận của Khối NATO và viếng thăm nhiều cảng dọc đường đi. Đang khi viếng thăm cảng Voles, Hy Lạp từ ngày 19 đến ngày 21 tháng 4, thành phố này chịu đựng một loạt những cơn động đất nặng, và con tàu đã ở lại để cứu giúp những nạn nhân của thiên tai.
Quay trở về Hoa Kỳ vào mùa Hè 1955, William M. Wood đi vào Xưởng hải quân Philadelphia cho một đợt đại tu, rồi sang mùa Thu đã tiến hành huấn luyện ôn tập trước khi quay trở lại Norfolk nhằm chuẩn bị cho lượt biệt phái tiếp theo sang Địa Trung Hải. Con tàu lên đường vào tháng 2 và kết thúc vào tháng 6, 1956. Từ đó cho đến tháng 10, nó hoạt động từ căn cứ Norfolk, dọc bờ biển Đại Tây Dương từ North Carolina đến Georgia và Florida để thực hành phòng không. Tình hình căng thẳng tại Trung Đông sau khi Ai Cập quốc hữu hóa kênh đào Suez đã đưa đến một cuộc xung đột giữa Ai Cập với Anh, Pháp và Israel vào ngày 29 tháng 10, nên chiếc tàu khu trục đã được phái đi sang Địa Trung Hải vào tháng 11 để gia nhập Lực lượng Đặc nhiệm 26.
Vào năm 1957, William M. Wood tham gia cuộc Tập trận “Springboard” trong tháng 1 và tháng 2 tại khu vực Tây Ấn, rồi sang tháng 3 đã hộ tống cho Canberra (CA-70) khi chiếc tàu tuần dương hạng nặng đưa Tổng thống Dwight D. Eisenhower đi Bermuda tham dự cuộc hội đàm với Thủ tướng Anh Quốc Harold Macmillan. Chiếc tàu khu trục đã làm nhiệm vụ vận chuyển các phóng viên báo chí tháp tùng theo chuyến đi. Đến tháng 6, nó đi vào Xưởng hải quân Norfolk cho một đợt đại tu kéo dài ba tháng.
Rời xưởng tàu, William M. Wood hoạt động huấn luyện ôn tập tại khu vực vịnh Guantánamo, Cuba trong sáu tuần lễ. Đến tháng 11, nó tiếp nối những hoạt động thường lệ cùng Hạm đội Đại Tây Dương tại vùng biển ngoài khơi Norfolk, Virginia. Sang đầu năm 1958, con tàu lại tham gia một cuộc Tập trận "Springboard" khác tại vùng biển Caribe trong tháng 1 và tháng 2, rồi đến tháng 6 đã lên đường cho một đợt biệt phái sang Địa Trung Hải.
Không lâu sau đó, mâu thuẫn về sắc tộc và tôn giáo tại Liban đã phát triển thành những cuộc bạo loạn, và có nguy cơ trở thành nội chiến; trong bối cảnh đó Tổng thống Liban Camille Chamoun đã phải kêu gọi sự can thiệp quân sự của Hoa Kỳ. Tổng thống Eisenhower đã lập tức phái lực lượng Thủy quân Lục chiến đổ bộ lên Beirut để gìn giữ trật tự, trong khi tàu chiến thuộc Đệ Lục hạm đội túc trực ngoài khơi sẵn sàng can thiệp khi cần thiết. Từ ngày 14 tháng 7 đến ngày 3 tháng 9, William M. Wood đã trải qua 40 ngày tuần tra ngoài khơi bờ biển Liban; rồi sau khi viếng thăm İzmir, Thổ Nhĩ Kỳ; Naples, Ý và Gibraltar, nó lên đường quay trở về Hoa Kỳ, về đến Norfolk vào ngày 30 tháng 9. Chiếc tàu khu trục tiếp tục những hoạt động thường lệ cùng Hạm đội Đại Tây Dương tại vùng bờ Tây và vùng biển Caribe.

### 1960 - 1969
Trong một thập niên tiếp theo, William M. Wood tiếp tục luân phiên các lượt phục vụ cùng Đệ Lục hạm đội tại Địa Trung Hải với những hoạt động thường lệ dọc theo bờ biển Đại Tây Dương và vùng biển Caribe. Vào tháng 8, 1962, nó quay trở về Hoa Kỳ sau lượt hoạt động thứ mười tại Địa Trung Hải và tiếp tục hoạt động từ Norfolk. Nhịp điệu này bị phá vỡ vào tháng 10 do vụ Khủng hoảng tên lửa Cuba, khi Liên Xô bố trí những tên lửa đạn đạo tầm trung mang đầu đạn hạt nhân tại Cuba, và Tổng thống John F. Kennedy đã phản ứng lại khi ra lệnh “cô lập” hòn đảo Trung Mỹ này. Trong 57 ngày, chiếc tàu khu trục đã tuần tra phong tỏa tại vùng biển lân cận nhằm ngăn chặn việc tiếp tục vận chuyển vũ khí. Sau khi vụ khủng hoảng được giải quyết qua con đường thương lượng ngoại giao, nó quay trở lại hoạt động thường lệ tại vùng bờ Đông.
Vào tháng 2, 1963, một nhóm nổi dậy cánh tả Venezuela thuộc Lực lượng Vũ trang Mặt trận Giải phóng (Venezuela) (FALN: Fuerzas Armadas de Liberación Nacional) đã chiếm đoạt chiếc tàu buôn Venezuela SS Anzoategui, và William M. Wood đã tham gia cùng tàu chiến của hải quân nhiều nước khác truy tìm con tàu bị mất tích. Những kẻ khủng bố đã đi đến cảng Brazil Belém để xin tị nạn chính trị tại đây.
Quay trở về nhà sau lượt phục vụ thứ 11 tại Địa Trung Hải vào mùa Xuân năm 1964, William M. Wood đi vào Xưởng hải quân Philadelphia vào ngày 18 tháng 5, bắt đầu một đợt nâng cấp trong khuôn khổ chương trình Hồi sinh và Hiện đại hóa Hạm đội (FRAM: Fleet Rehabilitation and Modernization). Con tàu được cải biến từ tàu khu trục cột mốc radar trở lại thành một tàu khu trục đa năng, xếp lại lớp và lấy lại ký hiệu lườn cũ DD-715 vào ngày 1 tháng 7, và hoàn tất việc cải biến vào ngày 11 tháng 3, 1965, khi nó quay trở lại Norfolk và tái gia nhập Hạm đội Đại Tây Dương.
Đang khi tiến hành huấn luyện ôn tập, một cuộc cách mạng đã nổ ra tại Cộng hòa Dominica vào ngày 24 tháng 4. Đến ngày 29 tháng 4, William M. Wood nhận lệnh ngưng hoạt động huấn luyện, nhanh chóng hướng đến ngoài khơi địa điểm xung đột để bảo vệ cho kiều dân nước ngoài bị mắc kẹt tại đây. Con tàu sau đó hỗ trợ cho lực lượng viễn chinh Hoa Kỳ, và sau đó cùng lực lượng đa quốc gia, được Tổ chức các quốc gia châu Mỹ phái đến để vãn hồi trật tự. Tình hình nhanh chóng được ổn định, và con tàu hoạt động tuần tra ven biển và trinh sát. Trong một chuyến đi như vậy, nó đã cứu vớt 13 người nước ngoài, trong đó có cả công dân Hoa Kỳ; những người này thỉnh cầu được xin tị nạn. Sau khi chuyển số người này sang chiếc tàu chở dầu Pawcatuck (AO-108) vào ngày 7 tháng 5, nó được tàu khu trục O'Hare (DD-889) thay phiên vào ngày hôm sau, và rời vị trí thường trực ngoài khơi bờ biển Cộng hòa Dominica để tiếp tục hoạt động huấn luyện ôn tập. Công việc này hoàn thành vào ngày 20 tháng 5.
Vào ngày 18 tháng 6, sau khi được sửa chữa sau huấn luyện tại Norfolk, William M. Wood lên đường cho một lượt phục vụ khác tại vùng biển Địa Trung Hải cùng Đệ Lục hạm đội. Nó tiếp tục luân phiên nhiệm vụ này với các hoạt động thường lệ từ căn cứ Norfolk cùng Hạm đội Đại Tây Dương. Vào năm 1968, con tàu hoạt động cùng các lực lượng chống tàu ngầm được phối thuộc cùng Hạm đội Đại Tây Dương, và vào tháng 5 và tháng 6 đã tham gia những nỗ lực tìm kiếm chiếc tàu ngầm tấn công nguyên tử Scorpion (SSN-589) bị mất tích vào ngày 27 tháng 5. Chiếc tàu khu trục được đại tu tại Norfolk vào dịp cuối năm đó.
Trong những năm sau đó, William M. Wood còn thực hiện thêm hai lượt hoạt động khác tại khu vực Địa Trung Hải. Trong chuyến đi thứ nhất từ ngày 12 tháng 11, 1969 đến ngày 22 tháng 5, 1970, nó đã theo dõi hoạt động của hai chiếc tàu sân bay trực thăng mới của Liên Xô Moskva và Leningrad, nhằm thu thập những thông tin tình báo về đặc tính và hoạt động của các con tàu Xô Viết. Chuyến đi thứ hai kéo dài từ ngày 8 tháng 2 đến ngày 23 tháng 7, 1971 chỉ có những hoạt động thường lệ của Đệ Lục hạm đội, hầu hết là thực hành huấn luyện đơn phương hoặc đa quốc gia.

### 1970 - 1983

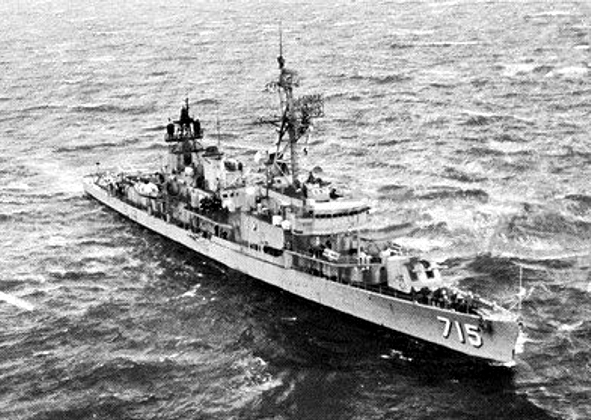
William M. Wood hoạt động cùng tàu sân bay tại Địa Trung Hải, 1971.

Sau hơn một năm hoạt động cùng Đệ Nhị hạm đội dọc theo vùng bờ biển Đại Tây Dương vào cuối năm 1971 và đầu năm 1972, William M. Wood lên đường cho một lượt phục vụ lâu dài vào ngày 18 tháng 8. Cảng nhà của nó được chính thức chuyển đến Elefsina, Athens, Hy Lạp, nơi nó hoạt động trong gần ba năm tiếp theo. Nó dành phần lớn thời gian hoạt động huấn luyện cùng các đơn vị khác của Đệ Lục hạm đội và hải quân các nước đồng minh, theo dõi hoạt động của tàu chiến Liên Xô trong Địa Trung Hải. Con tàu cũng nhiều lần xâm nhập vào biển Hắc Hải thực hiện những nhiệm vụ đặc biệt trong khuôn khổ Chiến dịch Silver Fox. Vào tháng 7 và tháng 8, 1974, nó tuần tra tại khu vực phụ cận đảo Crete vào lúc Thổ Nhĩ Kỳ xâm chiếm Cyprus.

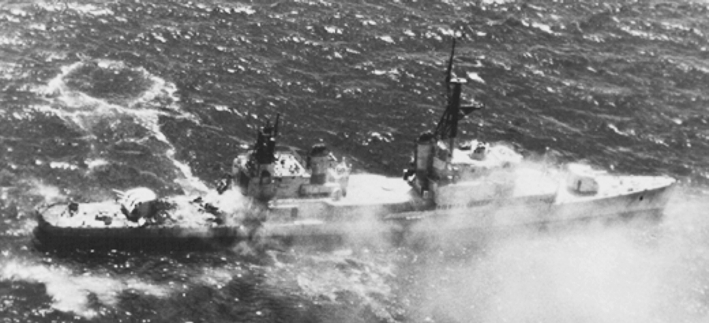
William M. Wood như một mục tiêu thực hành ngoài khơi Puerto Rico, năm 1983.

Lượt biệt phái kéo dài cùng Đệ Lục hạm đội tại Địa Trung Hải kết thúc vào tháng 6, 1975, khi William M. Wood lên đường cho hành trình dài quay trở về nhà. Con tàu đã viếng thăm các cảng Pháp, Đức, Đan Mạch, Anh và Bermuda trước khi về đến Norfolk vào ngày 23 tháng 7. Sau sáu tháng hoạt động thường lệ từ cảng Norfolk, nó lại khởi hành đi sang khu vực Địa Trung Hải lần sau cùng vào tháng 1, 1976. Con tàu quay trở về Hoa Kỳ vào mùa Hè năm đó và tiếp nối những hoạt động thường lệ cùng Đệ Nhị hạm đội. William M. Wood được cho xuất biên chế tại Norfolk vào ngày 1 tháng 12, 1976, đồng thời tên nó cũng được rút khỏi danh sách Đăng bạ Hải quân.
William M. Wood được cho chuyển đến Xưởng hải quân Philadelphia và neo đậu tại đây cho đến năm 1983. Đang khi ở lại đây, nhiều thiết bị và linh kiện phụ tùng được tháo dỡ nhằm sử dụng vào việc phục chế chiếc tàu khu trục chị em Joseph P. Kennedy Jr. (DD-850), hiện đang là một tàu bảo tàng tại Fall River, Massachusetts. Cuối cùng William M. Wood bị đánh chìm như một mục tiêu thực hành bởi tên lửa đối hạm Harpoon ngoài khơi Puerto Rico, trong cuộc Tập trận ReadEx 1-83 vào tháng 3, 1983.